# Hililawae
Hililawae is een bestuurslaag in het regentschap Nias van de provincie Noord-Sumatra, Indonesië. Hililawae telt 352 inwoners (volkstelling 2010).